# Erannis postgrisescens
Erannis postgrisescens är en fjärilsart som beskrevs av Barend J. Lempke 1970. Erannis postgrisescens ingår i släktet Erannis och familjen mätare. Inga underarter finns listade i Catalogue of Life.